# Rock Against Bush, Vol. 1
Rock Against Bush è una compilation pubblicata dalla casa discografica Fat Wreck Chords. Contiene una collezione di canzoni, già pubblicate o inediti, di vari artisti punk rock ed include un DVD con fatti politici, commenti sulle elezioni presidenziali statunitensi del 2004, brani estratti da una performance comica di David Cross ed una serie di video musicali. È stato pubblicato il 20 aprile 2004.

## Tracce
1. Nothing to Do When You're Locked Away in a Vacancy - None More Black – 2:07 *
2. Moron - Sum 41 – 1:39 *
3. Warbrain - Alkaline Trio – 2:27 *
4. Need More Time - Epoxies – 2:29
5. The School of Assassins - Anti-Flag – 2:37 *
6. Sink, Florida, Sink (Electric) - Against Me! – 2:10 *
7. Baghdad - The Offspring – 3:18 *
8. Lion and the Lamb - The Get Up Kids – 3:22 *
9. Give it All - Rise Against – 2:49 *
10. No W - Ministry – 3:13
11. Sad State of Affairs - Descendents – 2:35 *
12. Revolution - Authority Zero – 2:23
13. ¡Paranoia! Cha-Cha-Cha - The Soviettes – 2:04 *
14. That's Progress - Jello Biafra with D.O.A. – 3:14
15. Overcome (The Recapitulation) - Rx Bandits – 3:43
16. No Voice of Mine - Strung Out – 2:30 *
17. To the World - Strike Anywhere – 3:21
18. Heaven is Falling - The Ataris – 2:38 *
19. God Save the USA - Pennywise – 3:06
20. Normal Days - Denali – 3:25
21. The Expatriate Act - The World/Inferno Friendship Society – 3:02 *
22. No News is Good News - New Found Glory – 2:58 *
23. Basket of Snakes - The Frisk – 2:31 *
24. Jaw, Knee, Music - NOFX – 2:31 *
25. It's the Law - Social Distortion – 2:35
26. The Brightest Bulb Has Burned Out - Less Than Jake (featuring Billy Bragg) – 2:04 *

*: tracce precedentemente inedite/rare